# Erich Honecker

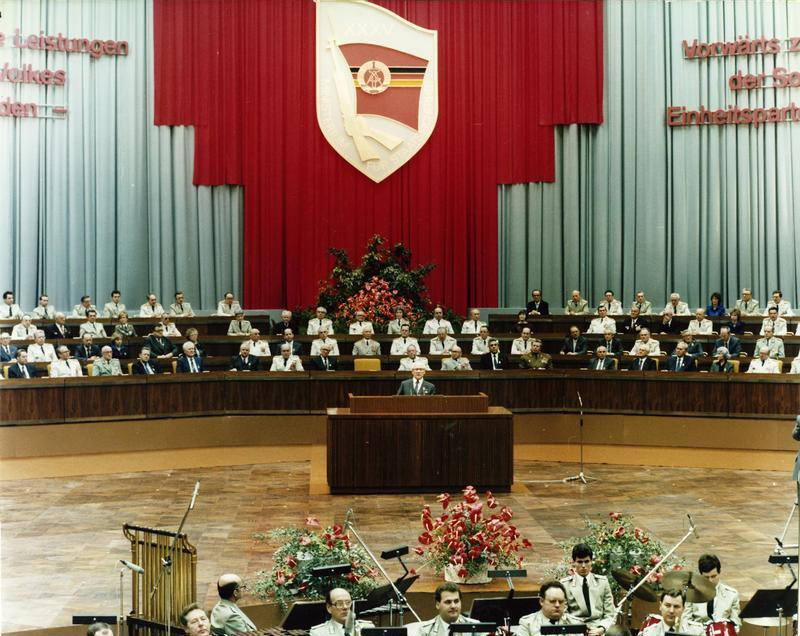
Generalsekreteraren DDR:s statsråd, Erich Honecker, talade 1985 vid ett möte i republikens palats på 35-årsjubileet för bildandet av Stasi.

Erich Ernst Paul Honecker, född 25 augusti 1912 i Neunkirchen, död 29 maj 1994 i Santiago, Chile, var en tysk kommunistisk politiker. Han var Tysklands socialistiska enhetspartis förstesekreterare och därmed Östtysklands (DDR:s) politiske ledare 1971–1989 och statsöverhuvud 1976–1989.
Efter järnridåns fall ställdes han till svars för de dödsskjutningar av flyktingar som inträffat vid gränsen mot Västtyskland under hans regim, men på grund av Honeckers hälsa avbröts rättegången 1993. Han flyttade därefter till Chile, där han avled i cancer 1994.

## Bakgrund
Honecker föddes i en mycket protestantisk familj i Neunkirchen, i dagens Saarland, till kolgruvarbetaren och aktivisten Wilhelm Honecker (1881–1969), och hans hustru Caroline Catharine Weidenhof (1883–1963). Paret gifte sig 1905 och fick sex barn. Erich, deras fjärde barn, föddes den 25 augusti 1912 under den period då familjen bodde på Max-Braun-Straße, innan de senare flyttade till Kuchenbergstraße 88 i den nuvarande stadsdelen Wiebelskirchen i Neuenkirchen.
Efter första världskriget ockuperades mandatet Saar av Frankrike. Denna förändring från Ferdinand Eduard von Stumms hårda styre till fransk ockupation gav bakgrund till vad Wilhelm Honecker uppfattade som proletär exploatering, och introducerade den unge Erich till kommunismen.

## Politisk verksamhet i Weimarrepubliken och Tredje riket
Efter sin tioårsdag 1922 blev Erich Honecker medlem i Spartacusförbundets barngrupp i Wiebelskirchen. Honecker engagerade sig som fjortonåring i KJVD, Tysklands kommunistiska parti:s ungdomsförbund. Fyra år senare anslöt han sig till KPD och avbröt sin utbildning som takläggare för kurser vid den internationella Leninskolan i Moskva 1930–1931. Vid hemkomsten blev han distriktsledare för KJVD i Saargebiet.
Under tiden då naziregimen styrde i Tyskland satt han stundtals fängslad. Hans politiska aktivitet under nazitiden bestod av att företräda KPD i Saarland och att propagera mot ett återinträde i Tyskland, då Saarland som en konsekvens av Versaillesfreden styrdes av Frankrike med mandat från Nationernas förbund. År 1935 kom Saarland genom en folkomröstning tillbaka till Tyskland varpå Honecker flydde till Frankrike. Den 28 augusti 1935 reste han under namnet Marten Tjaden illegalt till Berlin. I motståndsrörelsen arbetade han nära med Herbert Wehner, som senare blev ledande SPD-politiker i Västtyskland.
I december 1935 greps Honecker av Gestapo och sattes i häktesförvaring i Moabitfängelset i Berlin fram till 1937. I juni 1937 dömdes han till tio års fängelse. I början av 1945 flyttades han efter gott uppförande till ett arbetslag i kvinnofängelset på Barnimstrasse i Berlin. Den 6 mars 1945 lyckades han fly under ett bombanfall och gömde sig i en kvinnlig fängelsevakts våning. Han kom senare att återvända till fängelset utan att Gestapo fick vetskap om att han varit borta. Han flyttades till ett fängelse i Brandenburg. Röda armén fritog fängelset 27 april varpå Honecker åkte till Berlin. Hans flykt som han inte avtalade med de andra politiska fångarna samt att han inte deltog i den marsch som de befriade kommunistiska fångarna gjorde mot Berlin blev senare en belastning för Honecker politiskt liksom hans förhållande med en kvinnlig fångvaktare. Honecker kom senare att förfalska händelserna i intervjuer och i sina memoarer.

## Karriär i DDR

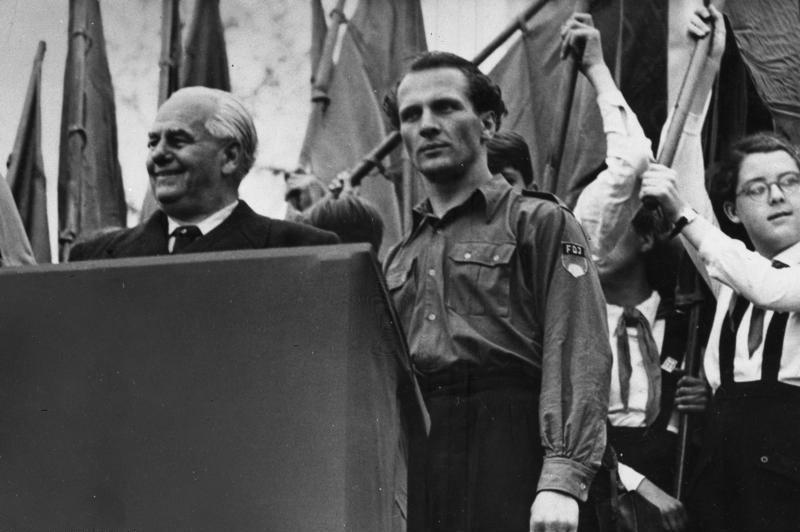
Honecker under sin tid som ordförande för FDJ, tillsammans med Wilhelm Pieck (till vänster), 1950.

I maj 1945 träffade Honecker Gruppe Ulbricht, de kommunister som levt i exil i Sovjetunionen. Han träffade då Walter Ulbricht genom Waldemar Schmidt. De kände inte varandra personligen innan dess. Honecker kom 1946 att vara med att grunda Freie Deutsche Jugend som han också blev ordförande för. I sin egenskap som FDJ-ordförande var han med och arrangerade Deutschlandtreffen der Jugend tre gånger. 1950 blev han upptagen i centralkommitténs politbyrå.
Från rollen som FDJ-chef steg han sedan uppåt i graderna. Som sekreterare i nationella försvarsrådet ledde Honecker byggandet av Berlinmuren 1961. År 1971 efterträdde han den åldrige och försvagade Walter Ulbricht som generalsekreterare i Tysklands socialistiska enhetsparti (SED), DDR:s statsbärande parti.
Honecker blev symbolen för DDR-styret med allt större ekonomiska och sociala problem men med få närmanden till Västtyskland. Under 1970-talet skedde dock vissa närmanden via Grundfördraget, Fyrmaktsavtalet och Transitavtalet mellan DDR och Förbundsrepubliken Tyskland. Internationellt var Honeckers mål att få DDR erkänt vilket också lyckades till stora delar, bland annat upptogs DDR i Förenta nationerna 1973. Under Honeckers tid vid makten försökte DDR få en starkare status internationellt som "det andra Tyskland". Inrikes byggdes bland annat Palast der Republik och en rad miljonprogramområden.
Honecker kom också att vara den första och sista statschefen i DDR som gjorde ett officiellt statsbesök i Västtyskland, 1987. År 1981 hade den västtyske kanslern Helmut Schmidt besökt DDR och redan 1983 planerades ett besök av Honecker men det sköts upp. I samband med besöket hälsade Honecker på sin hemstad i Saarland där hans syster fortfarande bodde kvar. Statsbesöket ansågs tydligt markera Tysklands delning i två stater och som Honeckers stora stund utrikespolitiskt. Besöket var häftigt omdebatterat, inte minst då man spelade DDR:s nationalsång under besöket.
I samband med de politiska omvälvningarna 1989, den så kallade Wende, avsattes Honecker av politbyrån den 17 oktober. Han efterträddes som ordförande för statsrådet och generalsekreterare för det östtyska kommunistpartiet av Egon Krenz och gav upp alla sina ämbeten.

## Efter DDR:s upplösning

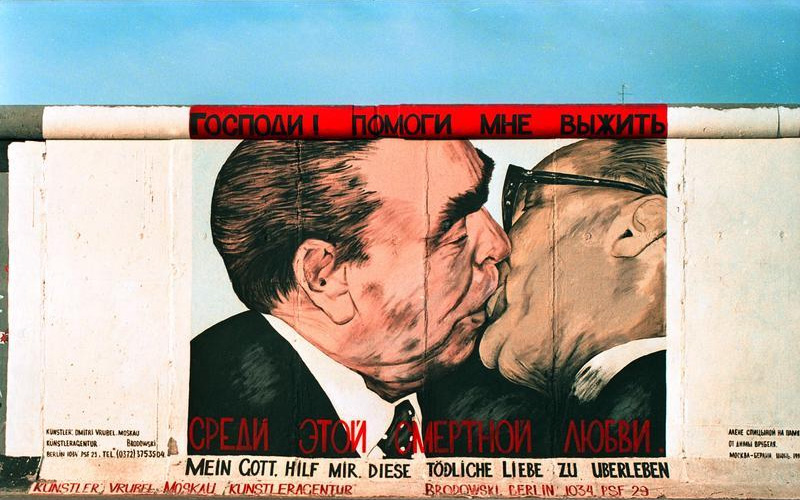
Honecker får en kyss av Leonid Brezjnev, avbildat på en del av Berlinmuren kallad East Side Gallery. Målningen är gjord efter ett berömt foto.

Efter avsättningen tog Honecker sin flykt till Moskva. När det nya Ryssland (OSS) inte längre ville bevilja Honecker politisk asyl utlämnades han 1992 till Tyskland. Där ställdes han inför domstol anklagad för att vara ansvarig för mördandet av de hundratals människor som, i samband med flyktförsök, mist livet längs den tysk-tyska gränsen. Efter att tysk domstol 1993 släppt Honecker på grund av hälsoskäl, flyttade han tillsammans med sin fru Margot Honecker till dottern i Chile där han i maj 1994 avled i levercancer.
Erich Honecker kremerades och askan är i hans familjs ägo.

## Citat
I en intervju i Dagens Nyheter den 24 juni 1986 får Honecker frågan under vilka förutsättningar han kan tänka sig att riva Berlinmuren:
| ” | Jag har ett gammalt svar: När de omständigheter som ledde till dess byggande inte längre finns. Det finns ett tyskt ordspråk. Den bästa kan ej leva i fred om grannen inte vill. | „ |

I samma intervju förklarar Honecker varför han anser att DDR är ett demokratiskt land.
| ” | I vårt politiska system förstås demokrati i dess ursprungliga betydelse som folkherravälde som förverkligas allt mer. I DDR är det politikens viktigaste samhälleliga uppgift att motivera varje medborgare till att vara med att arbeta, planera och regera. | „ |